# Aleksander Newski

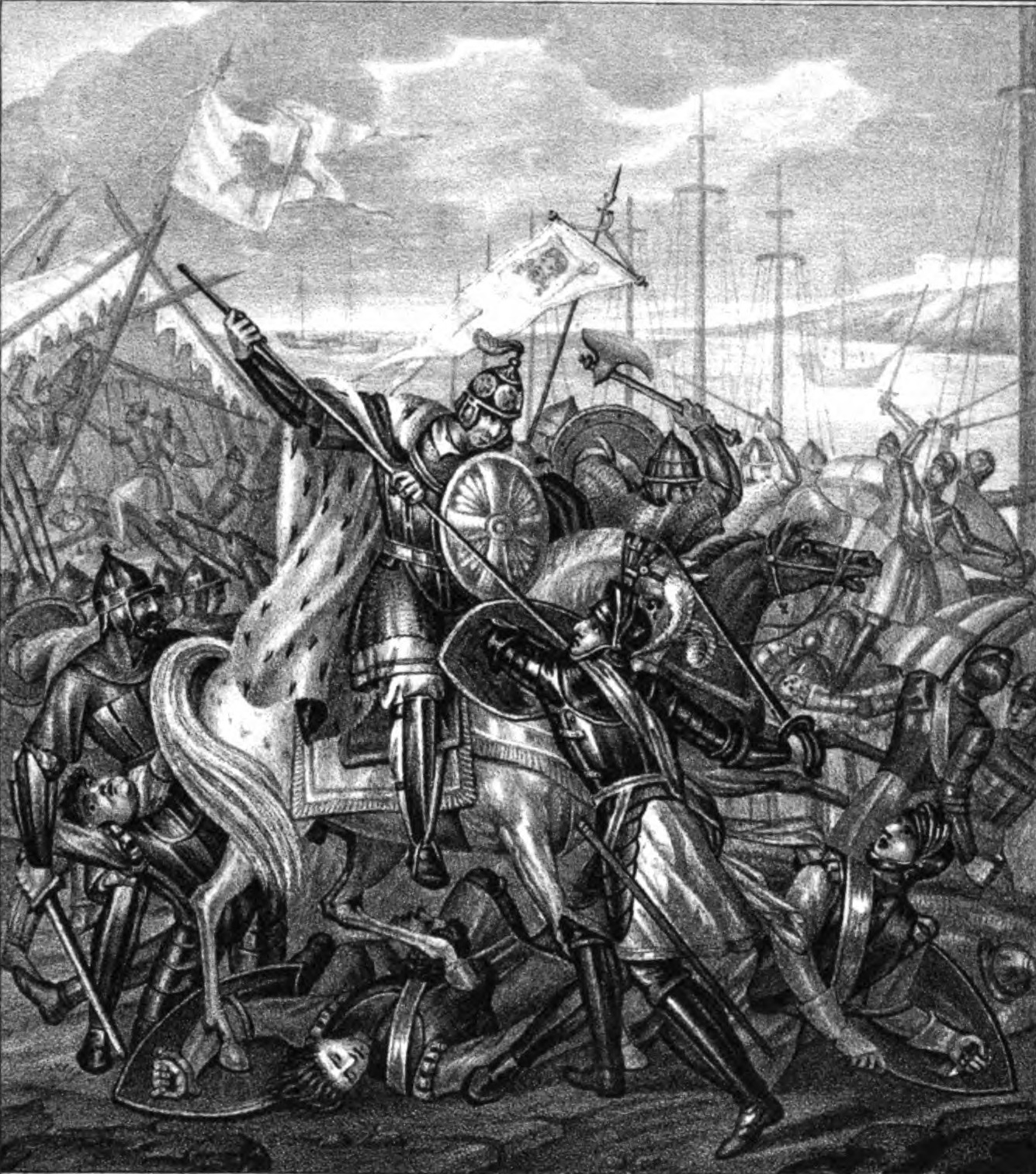
Bitwa Aleksandra Newskiego ze Szwedami w 1240
Autor: Boris Czorikow (1802-1866)

Aleksander I Newski, ros. Александр Невский (ur. ok. 1220, zm. 14 listopada 1263 w Gorodcu koło Niżnego Nowogrodu) – książę Nowogrodu Wielkiego (1228—1229, 1236—1240, 1241—1252 i 1257—1259), wielki książę kijowski (1249—1263), wielki książę włodzimierski (1252—1263) z dynastii Rurykowiczów, uznawany za świętego przez Rosyjski Kościół Prawosławny.

## Życiorys
Syn księcia Jarosława II, wnuk Wsiewołoda III Wielkie Gniazdo. W 1236 został wybrany księciem Nowogrodu. W tym czasie ze wschodu nadciągały ordy tatarskie, na zachodzie coraz większe zagrożenie stwarzali niemieccy kawalerowie mieczowi, a z północy zaczęli zagrażać Szwedzi. Tych ostatnich pokonał w 1240 nad Newą, stąd wziął się jego przydomek. W 1242 zwyciężył Niemców i wyzwolił miasto Psków oraz odniósł słynne zwycięstwo nad wojskami inflanckiej gałęzi zakonu krzyżackiego na zamarzniętym jeziorze Pejpus (Czudzkim; tzw. bitwa na lodzie), co zapobiegło ich ekspansji na ziemie ruskie. Następnie pokonał najeżdżające Ruś wojska litewskie.
Będąc doskonałym dyplomatą i jednocześnie typowym feudałem, dobrze rozumiał, że jest w swych działaniach całkowicie zależny od tatarskiej Złotej Ordy. Dlatego też prowadził bezwzględną i powolną jej politykę. W 1249 przyjął tytuł księcia kijowskiego, a w 1252 – wielkiego księcia włodzimierskiego (jarłyk Batu-chana). W 1257 odbył wraz z Tatarami ekspedycję karną do Nowogrodu, powstrzymującego się z wypłatą danin.
W 1263 złożył śluby zakonne i przyjął imię Aleksy. 14 listopada tego samego roku zmarł, a jego ciało spoczęło we Włodzimierzu nad Klaźmą, w soborze Narodzenia Matki Bożej na terenie monasteru pod tym samym wezwaniem. 
W 1547 został kanonizowany przez Rosyjską Cerkiew Prawosławną. Relikwie Aleksandra Newskiego w 1724 przewieziono do Ławry Aleksandra Newskiego w Petersburgu, gdzie były wystawione dla kultu początkowo w cerkwi Zwiastowania, następnie w latach 1790–1922 w soborze Trójcy Świętej. W czasie akcji otwarcia relikwiarzy przeprowadzonej przez rząd bolszewicki szczątki Aleksandra Newskiego zostały odebrane wiernym i przeniesione do Muzeum Historii Religii i Ateizmu w Piotrogrodzie, gdzie pozostawały do 1989. Wówczas ponownie trafiły do soboru Trójcy Świętej, jednak bez oryginalnego srebrnego sarkofagu, który pozostaje częścią ekspozycji Ermitażu.
Był ojcem Dymitra, Andrzeja i Daniela.

## Aleksander Newski w kulturze
Aleksandrowi Newskiemu poświęcił kantatę Siergiej Prokofjew. Książę jest również bohaterem nakręconego w 1938 filmu Aleksander Newski Siergieja Eisensteina z wykorzystaniem muzyki Prokofjewa, a także filmu z 2008 r. Aleksander: Bitwa newska w reż. Igora Kalenowa.
W grudniu 2008 postać średniowiecznego księcia zajęła pierwsze miejsce w trwającym ponad pół roku konkursie Imię Rosji na największe postacie w rosyjskiej historii, w którym przez Internet i telefon oddano w sumie 5 mln głosów. Na Aleksandra Newskiego oddano 524 575 głosów.